# گوستاف آدولف بولتنسترن (زاده ۱۹۰۴)
گوستاف آدولف بولتنسترن (انگلیسی: Gustaf Adolf Boltenstern Jr.; ۱۵ مهٔ ۱۹۰۴ – ۳۱ مارس ۱۹۹۵) سوارکار و سرگرد ارتش اهل سوئد بود.